# Jim Van Bebber
Jim Van Bebber (Greenville, 24 novembre 1964) è un regista, sceneggiatore e attore cinematografico statunitense.

## Biografia
Nella sua carriera figurano alcuni videoclip musicali per i gruppi industrial rock Skinny Puppy e Front Line Assembly oltre che per i Pantera (Revolution Is My Name). Ha diretto i lungometraggi Deadbeat at Dawn (1988) e The Manson Family (2003); del suo curriculum fanno parte anche il mediometraggio Into The Black (1983), e i cortometraggi Kata (1990, documentario), Roadkill: The Last Days of John Martin (1994), My Sweet Satan (1994) e Doper (1994, documentario).

## Filmografia

### Regista

#### Cortometraggi
- Into the Black (1983)
- Kata, co-regia con Samuel Turcotte - documentario (1990)
- Roadkill: The Last Days of John Martin (1994)
- My Sweet Satan (1994)
- Doper - documentario (1994)
- Necrophagia: Through Eyes of the Dead (2002)
- Gator Green (2013)

#### Lungometraggi
- Deadbeat at Dawn (1988)
- The Manson Family (2003)

### Attore

#### Cortometraggi
- Into the Black, regia di Jim Van Bebber (1983)
- My Sweet Satan, regia di Jim Van Bebber (1994)
- Gator Green, regia di Jim Van Bebber (2013)

#### Lungometraggi
- Deadbeat at Dawn, regia di Jim Van Bebber (1988)
- Demented, regia di Richard Martin (1994)
- The Mutilation Man, regia di Andrew Copp (1998)
- Zombie Cult Massacre, regia di Jeff Dunn (1998)
- The Manson Family, regia di Jim Van Bebber (2003)
- The Cuckoo Clocks of Hell, regia di Ron Atkins (2011)
- American Guinea Pig: Bouquet of Guts and Gore, regia di Stephen Biro (2014)
- American Guinea Pig: The Song of Solomon, regia di Stephen Biro (2017)
- Le Accelerator, regia di Thomas Eikrem (2017)
- Last American Horror Show, regia di Michael S. Rodriguez (2018)

## Videografia
- Skinny Puppy: Video Collection 1984-1992 (raccolta di videoclip degli Skinny Puppy)
- Revolution is My Name (videoclip del brano omonimo dei Pantera)